# 宋棠
宋棠（1548年—？年），字子澤，號雍野、㙲野，四川敘州府富順縣人，軍籍。

## 生平
戊申年七月三十日生，行二，治《詩經》，由學生中式嘉靖四十年（1561年）辛酉科四川鄉試第二名舉人，年三十八歲中式萬曆十四年（1586年）丙戌科會試中式三百四十七名，第三甲第一百四十八名進士。兵部觀政，十月授雲南昆明縣知縣，丁憂歸。十九年二月補京山縣知縣。四十一年起囗昌县，四十七年致仕。

## 家族
曾祖宋公勤；祖宋介；父宋汝梅，庠生；母余氏；繼母劉氏。具慶下，妻胡氏，弟臬；榮，子有承（庠生）；有慶；有望；有豸；有禎；有覲。